# Якопо Мадлена
Якопо Мадлена (нім. Jakub Madlain, італ. Giacomo Madlaina, пол. Jakub Medleni, Jakub Medlana) — руський архітектор кінця XVI — початку XVII століття, походженням з регіону Енґадін в нинішній Швейцарії.
Майстер львівського мулярського цеху. Вважається автором костелу у Стрию (1599), церкви Святого Івана Хрестителя у Заславі (1599—1630-ті), костелу Святого Михайла і монастиря отців Бернардинів у Заславі (1602—1630-ті), Луцької брами у Дубно (1623). В 1605 році будував у Некваші поблизу Бродів, а у 1615 році — у Базарі.
Якопо Мадлена приписують також зведення Луцької і Татарської брам, Великої синагоги в Острозі, проект Передміської синагоги у Львові.
Був власником будинку в Галицькому передмісті Львова на вулиці Гарбарській, який придбав 1611 року в будівничого Амвросія Прихильного.

## Галерея

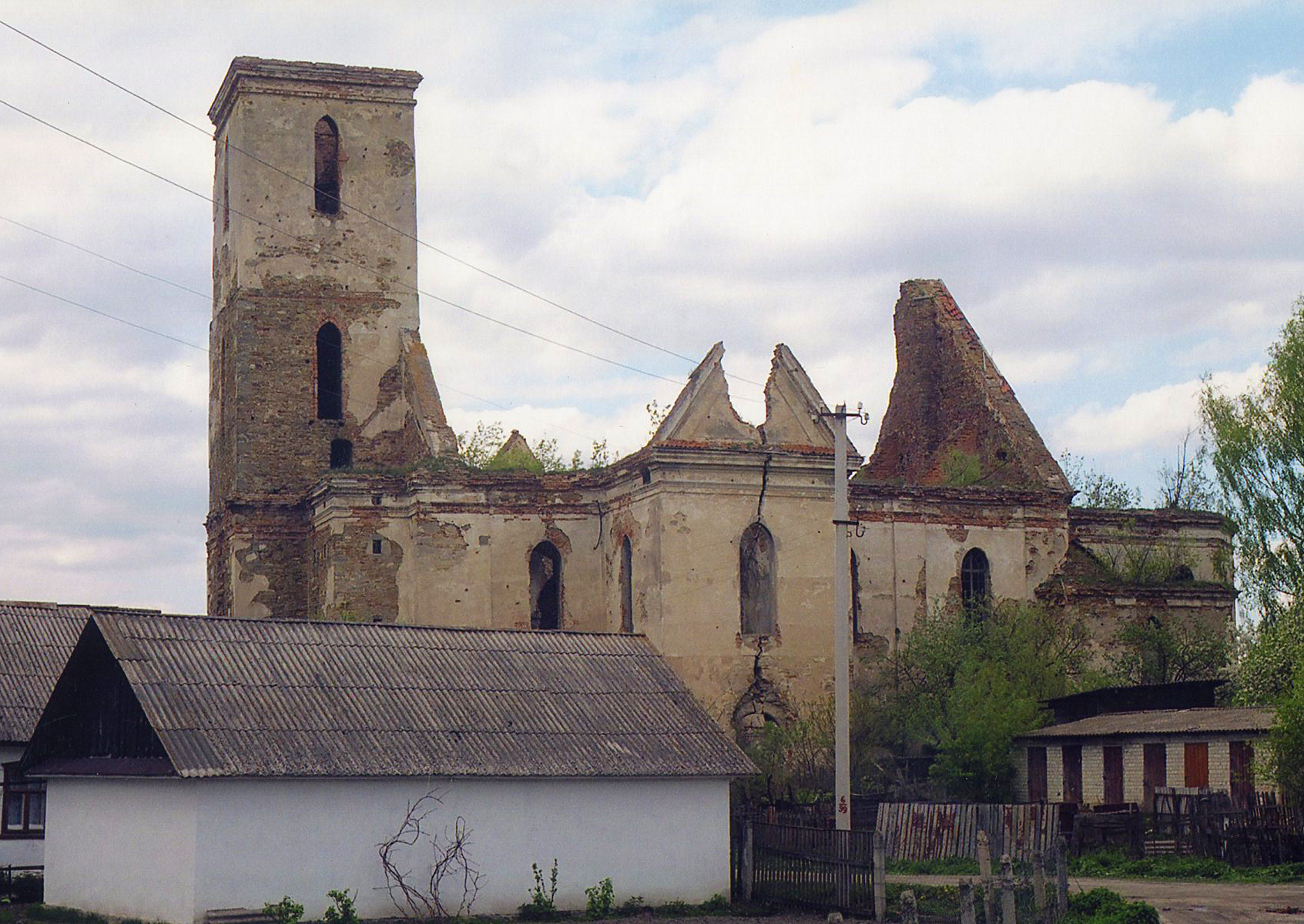
Костел Святого Йоана Хрестителя, Ізяслав
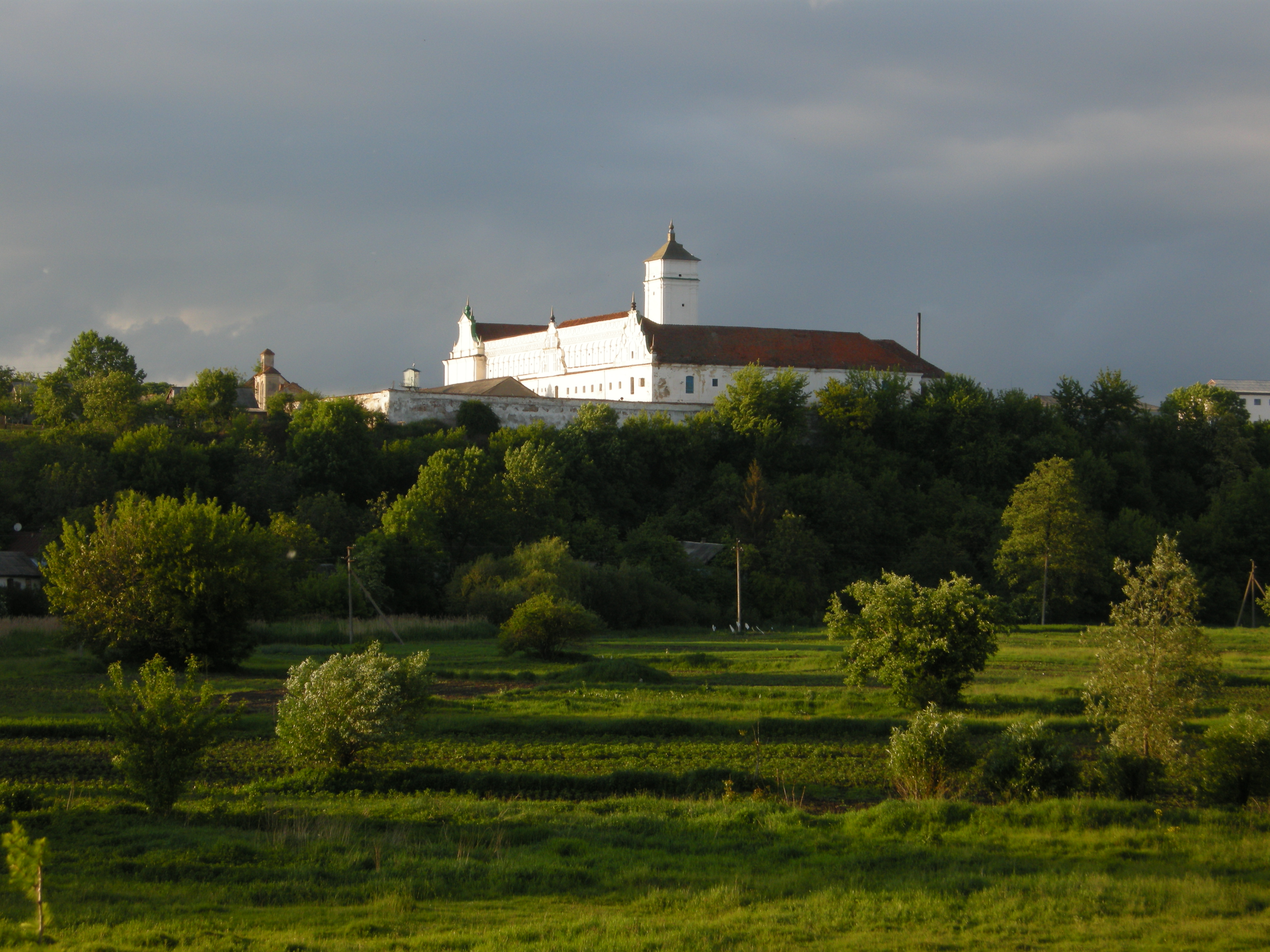
Вигляд на Бернардинський монастир, Ізяслав
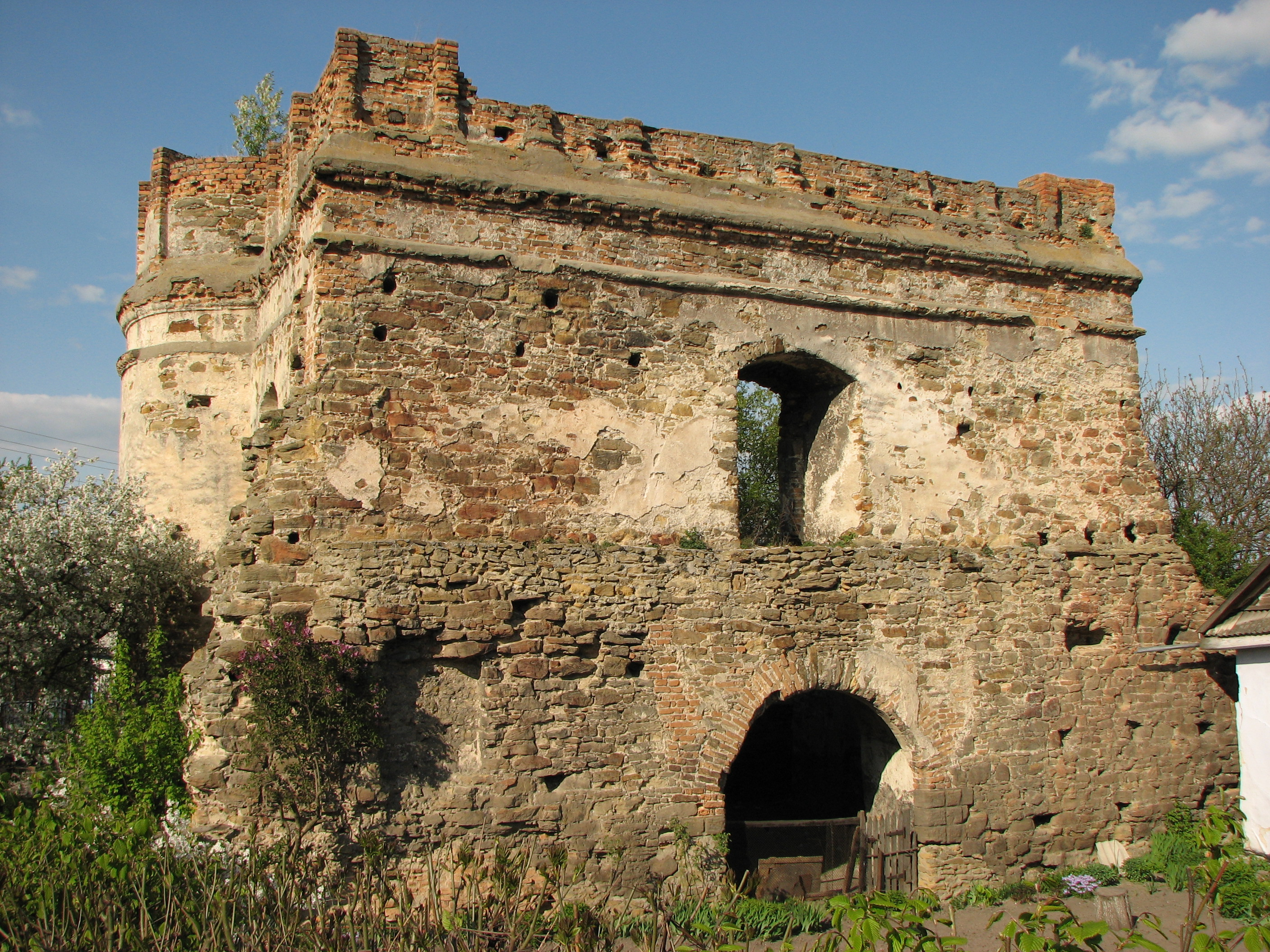
Татарська брама в Острозі
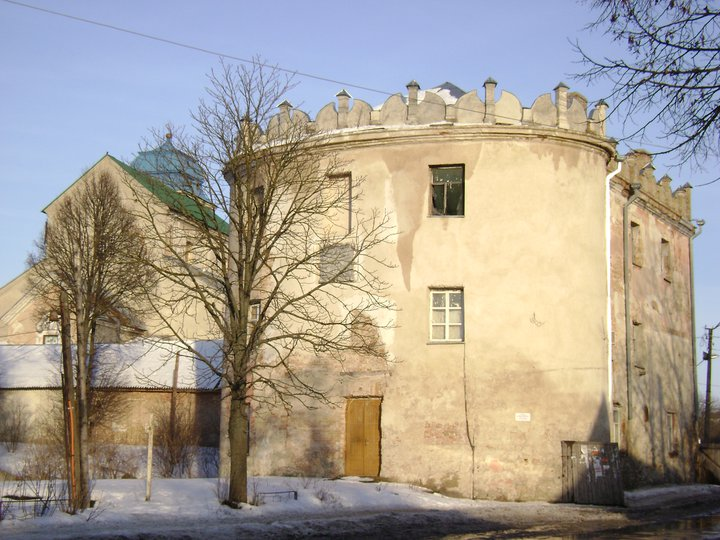
Луцька брама, Дубно
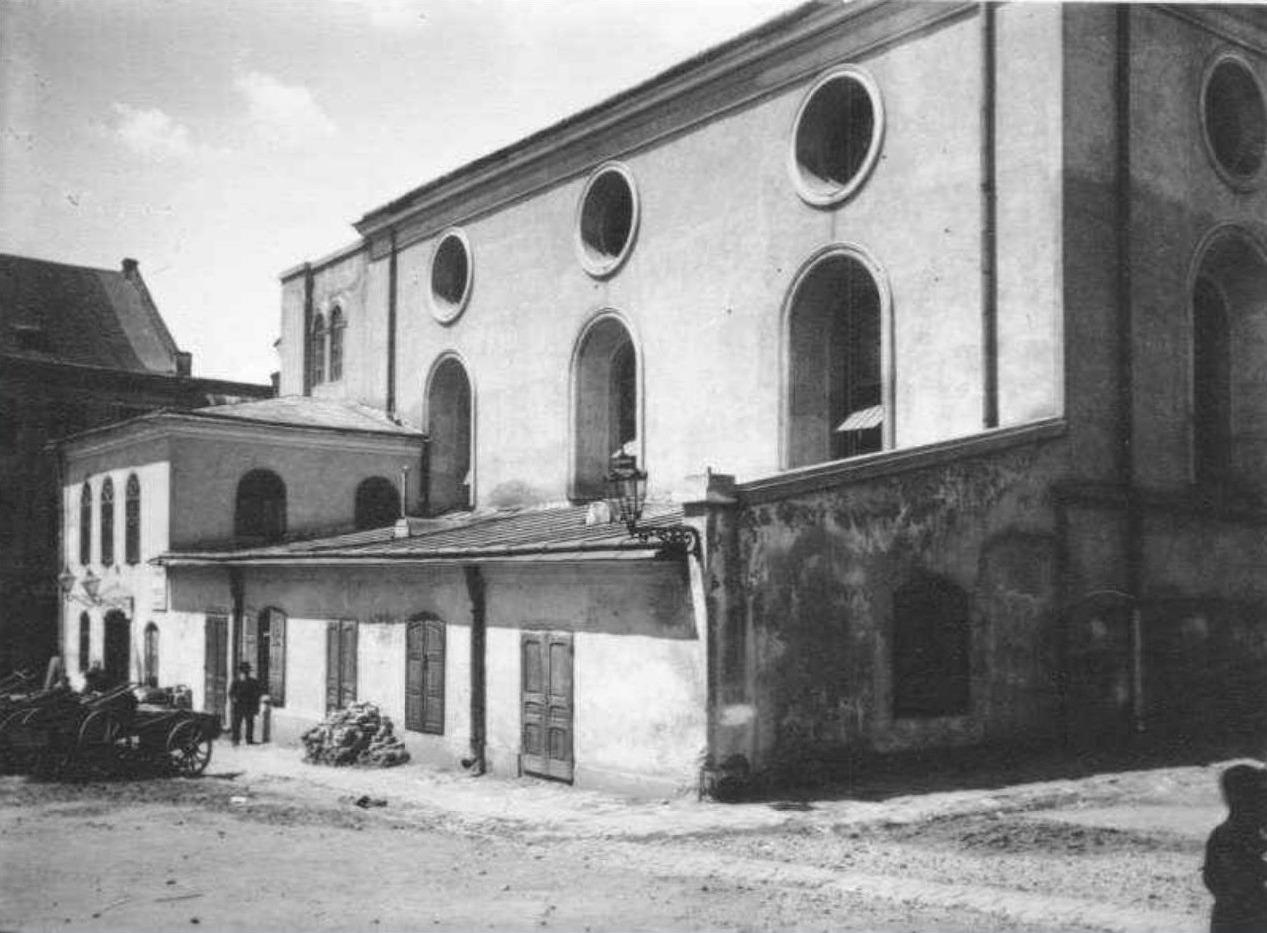
Передміська синагога у Львові